# بارانکراس
بارانکراس (به اسپانیایی: Barranqueras) یک منطقهٔ مسکونی در آرژانتین است که در San Fernando Department واقع شده‌است. بارانکراس ۵۴٬۶۹۸ نفر جمعیت دارد.